# Cantonul Courtomer
Cantonul Courtomer este un canton din arondismentul Alençon, departamentul Orne, regiunea Basse-Normandie, Franța.

## Comune
| Comune                     | Populație (1999) | Cod poștal | Cod INSEE |
| -------------------------- | ---------------- | ---------- | --------- |
| Brullemail                 | ...              | 61390      | 61064     |
| Bures                      | ...              | 61170      | 61067     |
| Le Chalange                | ...              | 61390      | 61082     |
| Courtomer                  | ...              | 61390      | 61133     |
| Ferrières-la-Verrerie      | ...              | 61390      | 61166     |
| Gâprée                     | ...              | 61390      | 61183     |
| Godisson                   | ...              | 61240      | 61192     |
| Le Ménil-Guyon             | ...              | 61170      | 61266     |
| Montchevrel                | ...              | 61170      | 61284     |
| Le Plantis                 | ...              | 61170      | 61331     |
| Saint-Agnan-sur-Sarthe     | ...              | 61170      | 61360     |
| Saint-Germain-le-Vieux     | ...              | 61390      | 61398     |
| Saint-Léonard-des-Parcs    | ...              | 61390      | 61416     |
| Sainte-Scolasse-sur-Sarthe | ...              | 61170      | 61454     |
| Tellières-le-Plessis       | ...              | 61390      | 61481     |
| Trémont                    | ...              | 61390      | 61492     |